# Будинок Санкт-Петербурзького міжнародного комерційного банку (Дніпро)
Будинок Санкт-Петербурзького міжнародного комерційного банку — пам'ятка історії та архітектури місцевого значення у Дніпрі, що знаходиться на розі проспекту Яворницького та вулиці Воскресенської. Нині в будівлі розташовується Управління Національного банку України у Дніпропетровській області .

## Історія

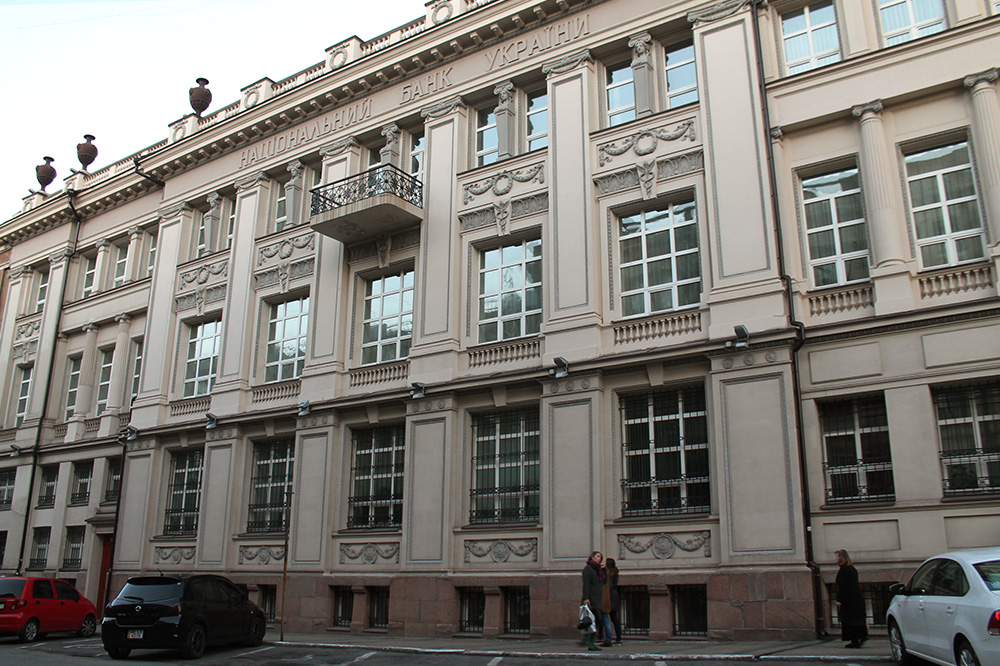
Будівля банку зі сторони Вознесенської вулиці.

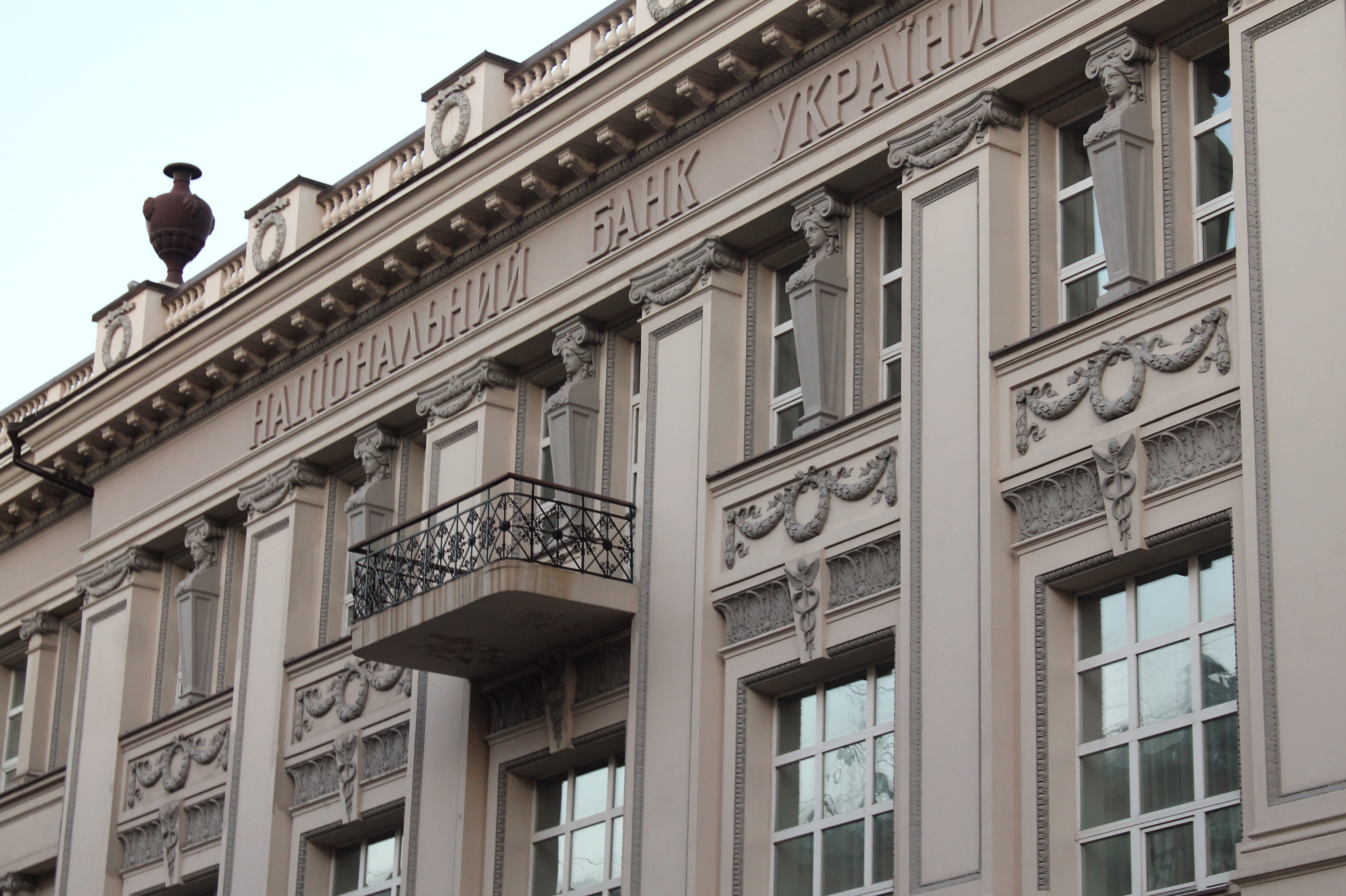
Фрагмент фасаду будівлі.

Санкт-Петербурзький міжнародний комерційний банк – один з найбільших та найвпливовіших банків Російської імперії – почав діяльність у Катеринославській губерній наприкінці XIX сторіччя, утім власної будівлі для представництва у місті не мав. Лише у 1909 банк викупив під будіництво дільницю садиби Брагінських на розі Катерининського проспекту і Клубної вулиці. Згодом шляхом різноманітних махінацій банк значно збільшив початкову ділянку, що спричинило судові тяжби з міською владою. 
Попри результати проведеного архітектурного конкурсу, будівництво почалося за проєктом молодого архітектора Віктора Естровича, чий проєкт участі в конкурсі не брав. За два роки (з 1910 до 1911) було зведено монументальну триповерхову будівлю у популярному в той час неокласичному стилі. Окрім власне банку частину приміщень (на першому поверсі зі сторони проспекту) орендували приватні магазини.
Під час революції будівля банку значно постраждала, адже знаходилася в епіцентрі боїв за місто. У 1921, після реставрації за проєктом архітектора Красносельського, в колишній будівлі Санкт-Петербурзького міжнародного комерційного банку розмістилося обласне управління Держбанку СРСР. З 1991 будинок зайнятий дніпропетровським обласним Управлінням Національного банку України. Реставрація 2006 року повернула споруді початковий вигляд, зокрема – декоративні вази по периметру даху та імперський герб Санкт-Петербурга на кутовому фронтоні.